# محوطه پشته شیخ مکان
محوطه پشته شیخ مکان در  جنوب روستای شیخ مکان مربوط به دوره اشکانیان تا سده‌های اولیه دوران‌های تاریخی پس از اسلام است و در شهرستان دره‌شهر، بخش مرکزی، دهستان ارمو، ۱/۳ کیلومتری جنوب روستای شیخ مکان واقع شده و این اثر در تاریخ ۹ بهمن ۱۳۸۶ با شمارهٔ ثبت ۲۰۷۳۷ به‌عنوان یکی از آثار ملی ایران به ثبت رسیده است.